# Мистерија Листердејл
Мистерија Листердејл је збирка кратких прича коју је написала Агата Кристи, а први пут је објављена у Уједињеном Краљевству од стране издавача Вилијам Колинс и синови у јуну 1934. Књига је коштала седам шилинга и шест пенија (7/6). Збирка се није појавила у САД-у, међутим, све приче садржане у њему појавиле су се у другим збиркама које су само тамо објављене.
У књизи је садржано 12 кратких прича. Колекција је значајна по првом појављивању у књизи приче Кућа Филомел, која је адаптирана у веома успешну представу и два играна филма, а такође је два пута емитована на телевизији у УК.

## Приче

### Мистерија Листердејл
Госпођа Сент Винсент је отмена дама која живи у ограниченим околностима са својим сином и ћерком, Рупертом и Барбаром. Пошто су финансијска нагађања њеног мужа пошла наопако, он је умро, а они су били приморани да напусте кућу која је поколењима била у њиховој породици. Сада живе у собама у пансиону (оном који је видео боља времена). Стога нису у стању да забављају људе сличног сталежа и васпитања. Руперт је управо започео посао у граду са одличним изгледима, али, у овом тренутку, са само малим приходом. Барбара је зимус уживала у путовању у Египту са рођаком које је платила. На овом путовању упознала је младића Џима Мастерсона који жели да јој се удвара, али који би се повукао када би видео њихове смањене околности.
Прегледавајући Јутарњу објаву, госпођа Сент Винсент је видела оглас за кућу за изнајмљивање у Вестминстеру, намештену и уз номиналну кирију. Иако мисли да има мале изгледе да може да приушти кућу, она одлази да види кућне агенте, а затим и саму кућу и одмах је била понесена и пријатно изненађена њеном веома ниском станарином. Агенти јој нуде кућу на шест месеци. Барбара је одушевљена, али Руперт је сумњичав – кућа је припадала лорду Листердејлу који је нестао годину и по дана раније и наводно се појавио у источној Африци где је дао свом рођаку пуковнику Карфаксу пуномоће.
Они преузимају кућу и о њима са стилом брине слуга Квентин чију плату плаћа имање лорда Листердејла као и плате друге двојице слугу. Укусна храна се редовно појављује на столу. Шаље се редовно из седишта његовог лордства у Краљевом шевиоту - по старом обичају.
После три месеца, госпођа Сент Винсент је веома срећна у кући и Џим је запросио Барбару. Руперт и даље сумња у своје сумње и донекле је уверен да Листердејл није у Африци већ да је можда убијен, а његово тело сакривено у кући. Руперт такође сумња да је Квентин био део завере која се догодила. Руперт одлази на мотоциклистички одмор који га води близу Краљевог шевиота.
Уочивши некога ко личи на Квентина, он испитује човека који му каже да се заиста зове Квентин и да је био батлер лорда Листердејла, али је отишао у пензију и да је живео у викендици на имању неко време раније. Руперт доводи правог батлера у Лондон и суочава га са лажним. Прави батлер каже зачуђеној породици Сент Винсент да је лажњак у ствари сам лорд Листердејл. Његово лордство објашњава да је, стидећи се досадашњег себичног живота, лажирао своје пресељење у Африку и да је од тада проводио време помажући људима попут Сент Винсентових чији су животи сведени на нешто слично просјачењу. Последњих неколико месеци заљубио се у госпођу Сент Винсент и сада предлаже брак одушевљеној дами.

### Кућа "Филомел"
Аликс Мартин је жена у средњим тридесетим која је петнаест година радила као стенографска дактилографкиња. Већину тог времена имала је разумевања са колегом службеником Диком Виндифордом, али, како ни једно ни друго немају довољно средстава и, у различитим временима, су издржавали породице, романса и брак нису долазили у обзир и никада се о њима није говорило. Два догађаја су се десила изненада: далеки Аликсин рођак умире и оставља јој довољно новца да оствари приход од неколико стотина фунти годишње – међутим, изгледа да њена финансијска независност живцира Дика – и, у исто време, Аликс упознаје Џералда Мартина у кући једног пријатеља и након бурне романсе су се верили за недељу дана и венчали убрзо након тога. Дик је бесан и упозорава Аликс да она не зна ништа о свом новом мужу.
Месец дана након што су се венчали, Џералд и Аликс живе у живописној кући "Филомел". Кућа је одвојена, али опремљена свим савременим погодностима. Аликс има неке тескобе: она има понављајући сан у којем Џералд лежи мртав на поду, Дик стоји изнад њега пошто је починио дело убиства, а она је захвална на том чину. Она је забринута да није сан опомена. Игром случаја, Дик ју је звао телефоном. Он је одсео у месној гостионици и жели да је посети. Она га одбија, плашећи се какво би могло бити Џералдово реаговање.
После позива она ћаска са вртларом Џорџом, а током разговора су јој испричане две чудне ствари: Џералд је рекао Џорџу да Аликс сутрадан иде у Лондон и да не зна када ће се вратити (иако она не зна ништа о овоме) и да је цена викендице била две хиљаде фунти. Џералд је рекао Аликс да је три хиљаде, а она му је дала део свог наследства да надокнади разлику. Аликс проналази Џералдов џепни дневник испуштен у врту, гледа га и види педантне записе свог мужа за све што ради у свом животу. Заказано је за 21:00 те ноћи, али нема назнака шта ће се догодити у то време.
Аликс изненада има сумње у вези са својим мужем које се само повећавају када јој је он дао загонетно упозорење да се не бави његовим прошлим животом. Такође је био бесан што јој је Џорџ рекао о одласку у Лондон. Он тврди да је улазак у 21:00 требало да га подсети да развија слике у својој мрачној комори, али је сада одлучио да не ради то. Следећег дана, вођена питањима и несигурностима, Аликс почиње да претражује папире свог мужа у две закључане фиоке и у једној од њих проналази новинске исечке из Америке од пре седам година који извештавају о једном преваранту, бигамисти и осумњиченом убици Леметру. Иако је проглашен невиним за убиство, он је послат у затвор по другим оптужбама и побегао је пре четири године.
Аликс као да препознаје Леметра са слике – то је Џералд! Он се враћа у кућу носећи пик, наводно да обави посао у подруму, али Аликс је уверена да намерава да је убије. Очајнички се претварајући да је нормална, она наводно зове месара. То је у ствари шифровани позив у помоћ Дику у гостионици. Џералд покушава да је натера да му се придружи у подруму, али она купује време, говорећи Џералду да је она у ствари несумњиво убица која је убила два претходна мужа трујући их скополамином што изазива назнаке срчане инсуфицијенције. Џералд се жалио да му је кафа горка и уверен је да га је она сада отровала. У том тренутку, Дик и полицајац улазе у кућу, а Аликс истрчава. Полицајац истражује унутра и јавља да је пронађен човек на столици који је изгледа умро од страха.

### Девојка у возу
Џорџ Роланд је благо распуштен младић који зависи од свог богатог ујака и за своју имовину и за посао у породичној градском предузећу. Изживциран касним ноћним дружењима свог сестрића, ујак га отпушта. Изживциран на свог ујака, Џорџ планира да напусти кућу. Напуштајући амбициозне планове да оде у колоније, Џорџ уместо тога одлучује да путује возом са лондонске испоставе Ватерлодо места које примећује у возном реду под називом Роландов замак. Сигуран је да ће га феудалци дочекати раширених руку. Срећно је сам у вагону првог разреда када је једна девојка ускочила у воз молећи да је сакрије. Џорџ ју је витешки сакрио испод седишта у возу пре него што се на прозору појавио бркати странац и „захтевао” своју сестричину назад. Џорџ позива чувара перона који задржава странца и воз креће.
Девојка се представља као Елизабет, али говори Џорџу да не може да му да објашњење за своје поступке. На следећем стајалишту она излази из воза. Док је разговарала са Џорџом кроз прозор, она примећује човека са малом тамном брадом даље низ перон како улази у воз и говори Џорџу да га припази и да безбедно чува пошиљку коју му она предаје.
Џорџ прати брадатог човека до Портсмаута, уписује се у исти комерцијални хотел и пажљиво га посматра. Свестан је да постоји још један риђи мушкарац који пажљиво посматра обојицу. Џорџ прати брадатог човека док иде у брзу шетњу улицама која их на крају враћа у хотел без икаквих знакова икаквог задатка. Џорџ се пита да ли је брадати приметио да га посматрају. Његове сумње су још више расле када се риђи човек вратио у хотел такође наизглед после ноћне шетње. Његова збуњеност се повећава када су два странца дошла у хотел и питали Џорџа (иако га називају „лорд Роланд“) где је велика војвоткиња Анастасија од Катоније, мале балканске државе, отишла. Млађи од њих двојице постаје насилан, али Џорџ успева да га покори маневром борилачких вештина. Двојица мушкараца одлазе уз претње.
Те ноћи, Џорџ посматра црнобрадог човека како таји мали пакетић иза лајсне у купатилу. Вративши се у своју собу, Џорџ открива да пошиљка коју му је Елизабет дала више није испод јастука где ју је сакрио. После доручка, пошиљка је враћена у његову собу. Истражујући коначно њен садржај, Џорџ проналази само кутију у којој се налази бурма. Од собарице је чуо да она не може да уђе у собу црнобрадог човека и одлучује да сам приступи преко прозора. Закључује да је човек побегао пожарним степеницама непосредно пре него што је зачуо буку из ормана. Он истражује извор буке и изнутра бива нападнут од стране риђег. Овај други се представља као ДИ Џаролд из Скотланд Јарда.
Црнобради се презивао Марденберг и био је страни шпијун који је скривао планове одбране луке у Портсмауту иза лајсне. Његова саучесница је једна млада девојка, а Џорџ се пита да ли је ово могла бити Елизабет. Он је био у возу за Лондон када је прочитао о тајном венчању између велике војвоткиње Анастасије од Катоније и лорда Роланда Гејга. На следећем стајалишту Елизабет улази у воз и објашњава Џорџу догађаје. Она је деловала као мамац за Анастасију да избаци њеног ујака који се противио романси, а црнобради и пошиљка су једноставно били варка да одврате Џорџа јер је био толико вољан да буде део мистерије – још један венчани прстен је лако могао да се набави, а Џорџове пустоловине са шпијуном биле су изузетна случајност.
Џорџ схвата да је Елизабета заправо сестра лорда Роланда. Он ју је запросио. Његов ујак ће бити одушевљен што се жени аристократкињом, а родитељи Елизабет Геј који имају још пет ћерки биће одушевљени што се она удала за богатог човека. Она прихвата.

### Певај песму
Краљевском тужиоцу сер Едварду Палисеру у кућу у Вестминстеру долази у посету извесна Магдален Вон коју је упознао на излету бродом пре десетак година. Она га моли за помоћ пошто је њена бака Лили Крабтри, старица која је убијена пре око три недеље. Жртва је пронађена мртва у својој соби у приземљу у својој кући у Челсију главе згњечене тегом за папир који је потом био обрисан. Магдален је била једна од пет особа у кући у тренутку смрти. Остали су били њен брат Метју Вон, сестрић госпође Крабтри и његова жена (Вилијам и Емили) и служавка (Марта). Сва четири члана породице у кући финансијски је издржавала госпођица Крабтри и сво четворо су наследили једну четвртину њеног имања. Полиција није успела да утврди било какве опипљиве доказе против било кога у кући, а сумња против њих говори свима. Магдален моли сер Едварда да истражи, чиме се придржава обећања које јој је дао десет година раније да ће јој помоћи на било који начин ако се укаже потреба. Он пристаје да помогне.
Са састанка са заступником госпођице Крабтри, Палисер открива да је стара дама од потоњег увек прикупљала триста фунти у новчаницама од пет фунти, сваки квартал за тромесечне трошкове домаћинства. Он одлази у Челси и упознаје Магдаленине рођаке и открива напетости које постоје у кући. Емили је разговарала са госпођицом Крабтри за ручком и повукла се у своју собу након поподневног чаја са таблетом против главобоље. Вилијам је такође отишао у своју собу са својом збирком маркица. Магдален је на спрату шила. Метју Вон одбија да разговара са сер Едвардом, тврдећи да је уморан од целе ствари.
Палисер разговара са Мартом која је била одана госпођици Крабтри кад ју је узела у службу пре тридесет година када је добила ванбрачно дете. Она потврђује да се чује шкрипа на степеница када неко силази доле – а нико није у том раздобљу силазио. Она јавља да је Метју био у соби у приземљу и куцао новинарски чланак. Стално је чула тастере писаће машине. Она, међутим, признаје да је госпођица Крабтри могла да отвори врата било коме и да се не би чула из кухиње – посебно зато што је соба госпођице Крабтри гледала на улицу и она би видела да се било ко приближава кући.
Испитујући је да ли је госпођица Крабтри некога очекивала, Марта прича о свом последњем разговору са госпођицом Крабтри који укључује уопштене притужбе на кућни буџет и непоштење трговаца. Госпођица Крабтри је навела наводно лоших шест пенија које је добила.
Палисер претреса торбу госпођице Крабтри са њеним личним стварима и новцем, али не налази ништа занимљиво. Кренуо је кући када га је Метју Вон зауставио на улици да се извини због свог понашања. Сер Едвард је преко рамена угледао радњу под називом „Двадесет и четири коса“ и трчи назад у кућу да се суочи са Мартом. У торби госпођице Крабтри није било шест пенија, али део песама незапосленог човека јесте био – госпођица Крабтри мора да је ово узела од човека који је звао да проси и дала му је заузврат шест пенија који недостају. Марта признаје да је убица звао у кућу – њен ванбрачни син Бен је побегао из земље.

### Зрело доба Едварда Робинсона
Едвард Робинсон је младић који је чврсто под контролом своје веренице Мод која не жели да жури у брак док му се изгледи и приходи не побољшају. Он је романтичар у срцу који жели да буде маестралан и груб попут мушкараца о којима чита у романима. Помало жустре природе, он учествује у такмичењу и осваја прву награду од 500 фунти. Он не говори Мод за ово, знајући да ће она наваљивати да новац буде мудро уложен за будућност. Уместо тога, он га користи да купи мала кола са два седишта.
На Бадњи дан, на одмору од службеног посла, Едвард одлази на вожњу на село. Зауставивши се у мрачној вечери код Пакленог ударца, он излази из својих кола да се диви погледу и одлази у кратку шетњу. Враћа се у своје возило и вози назад у Лондон, али успут, када је посегао у џеп на вратима за шалом, уместо тога проналази дијамантску огрлицу. Запањен схвата да иако је у питању исти модел кола као његов, то нису иста кола. Игром случаја, после шетње сео је у погрешна кола и одвезао се. Враћа се у Паклени ударац, али његова кола су нестала. Тражећи даље, он проналази цедуљицу у колима којима се вози у којој стоје упутства да се нађе са неким у једном тамошњем селу у десет сати.
извршавадржи задатак и упознаје прелепу жену у вечерњој хаљини и огртачу која мисли да је он неки Џералд. Он јој каже да се зове Едвард. Није је збунила грешка и у разговору открива да се 'Џералдов' брат зове Едвард. Није видела овог Едварда од своје шесте године.' Она улази у кола, али брзо схвата да је Едвард тек недавно научио да вози и сама преузима волан.
Она прича Едварду причу о томе да су она и „Џими“ успешно украли огрлицу од богате Агнес Лареле. Она га вози у лондонску градску кућу где му батлер сређује вечерњу хаљину, а дама их вози у "Ритсон" – ноћни клуб богатих и славних. Едвард тамо пије коктеле и плеше са дамом. Он открива да је она леди Норин Елиот, позната дебитанткиња друштва. Крађа огрлице је заправо била разрада потраге за благом по правилу да се 'украдени' предмет мора носити у јавности сат времена да би се преузела награда.
Док су Едвард и леди Норин напуштали ноћни клуб, прави Џералд се појављује у Едвардовим колима. Такође открива да Едвард није онај за кога је Норин мислила да је. Едвард журно узима своја кола и спрема се да се одвезе, а онда га је Норин замолила да 'буде поштен' и да јој да огрлицу како би она могла да је врати. Он то чини и заузврат добија страствени пољубац.
Едвард стиже у Модин дом у Клепаму следећег дана. Он радосно признаје победу на такмичењу и куповину кола. Он јој говори да намерава да се жени за месец дана, упркос њеним приговорима. Мод је била веома одушевљена својим новим мајсторским вереником и пристала је.

### Несрећа
У енглеском селу, бивши инспектор Еванс из ОИЗ-а каже свом пријатељу капетану Хејдоку (бившем капетану Краљевске морнарице) да је препознао мештанку госпођу Мероуден као госпођу Ентони, озлоглашену жену која је оптужена и којој је суђено девет година раније за убиство свог мужа арсеном. Она је тврдила да њен муж јео арсен и да је узео превише. С' обзиром на велику основану сумњу, порота ју је ослободила, а последњих шест година била је супруга месног старијег професора. Пошто ју је препознао, Еванс је спровео даље истраге и открио да је очух госпође Мероуден умро када је једног дана пао са стене док је шетао са њом. У то време, очух се супротставио вези девојке (у време овог догађаја имала је осамнаест година) са једним младићем. Еванс је уверен да ова ранија смрт није била случајна и да је госпођа Мероуден крива за вишеструка убиства.
Убрзо након тога, шетајући селом, Еванс се састаје и разговара са професором Мероуденом и сазнаје да је управо склопио велику полису осигурања која ће исплатити његовој жени ако умре. Еванс је више него икада убеђен да госпођа Мероуден планира треће убиство. Он одлази на вашар до сеоске гатаре која му предвиђа да је умешан у питање 'живота и смрти'. На прослави упознаје госпођу Мероуден и намерно је зове госпођа Ентони, покушавајући да изазове реаговање, али дама остаје прибрана. Она позива Еванса кући на чај са њом и њеним мужем. Кад тамо, она му каже да пију кинески чају чинијама, а затим опомиње свог мужа да је користио шоље за свој хемијски лабораторијски рад јер оставља талог. Еванс је видео да се спрема да отрује свог мужа пред њим, користећи га као сведока.
Када је Мероуден изашао из собе, Еванс је навалио да дама пије из шоље коју је припремила за свог мужа. Она оклева, а затим сипа садржај у саксију. Еванс је задовољан што је спречио убиство и упозорава госпођу Мероуден да не сме да настави своје 'радње'. Затим је попио чај из своје шоље удави се на лицу места. Пошто је изјавио да сумња у ту жену, сам Еванс, а не њен муж, био је жртва госпође Мероуден.
Пред крај приче се помиње да је Еванс био трећи човек који је претио да ће прећи преко госпође Мероуден и одвојити је од човека којег је волела. То значи да је професор Мероуден човек кога је волела када је имала 18 година и да су тројица мушкараца били: њен очух, господин Ентони (за кога се претпостављало да није желела да се уда) и Еванс. Затим је позвала свог мужа и рекла му да се догодила ужасна несрећа за коју се претпоставља да је окривљена због непажње њеног мужа у коришћењу чинија за рад у хемијској лабораторији као што је раније споменула свом вољеном мужу.

### Девојка у потрази за послом
Џејн Кливленд, младој жени од двадесет шест година, треба посао. Њен материјални положај је несигуран и живи у отрцаном пансиону. Прегледајући рубрику о пословима у Дневном вођи, она не налази ништа значајно, али у личној рубрици види оглас за младу жену њених година, грађе и висине која добро опонаша и говори француски. Она одлази на наведену адресу и једна је од многих девојака које чекају у реду да одговоре на оглас. Како је прошла у финалну шесторку, била је на разговору о једном страном господину и речено јој је да оде у хотел "Хариџ" и тражи грофа Стрептича.
Представљајући се тамо према упутствима, Џејн поново разговара са грофом, а затим је упознаје са ружном средовечном дамом која носи звање краљвикиње Попоренски. Обоје је проглашавају одговарајућом. Питали су Џејн да ли јој не смета могућност опасности на шта она одговара да не смета. На крају Џејн се упознаје са великом војвоткињом Полином од Остраве, прогнаном из своје земље након комунистичке револуције. Џејн је по изгледу и боји слична Великој војвоткињи, иако је нешто нижа. Џејн је објашњено да је велика војвоткиња мета покушаја атентата људи који су збацили и поклали њену породицу. Желе да Џејн делује као мамац за њу током наредне две недеље када је у Британији и мора да присуствује неколико добротворних догађаја. Џејн пристаје и добија новац да одседне у оближњем хотелу "Блиц" (под именом госпођица Монтресор из Новог Јорка) и да купи хаљину коју ће носити када прати велику војвоткињу на догађаје. Током ових догађаја, они ће заменити хаљине када посумњају да је неизбежна отмица или покушај убиства. Џејн предлаже јарко црвену хаљину у супротности са хаљином Велике војвоткиње по избору за добротворни базар у кући Орион. Кућа се налази 10 ми (16 км) изван Лондона. Џејн ће носити чизме са високом потпетицом како би прикрила разлику у висини.
Три дана касније, одржава се базар. Његова главна карактеристика је то што се у друштву жена свакој поклања по један бисер који ће сутрадан бити на аукцији. Права велика кнегиња проглашава базар отвореним и упознаје људе тамо. Када је дошло време за полазак, она и Џејн мењају хаљине у споредној соби. Џејн одлази уместо краљевње – када су до њих стигле вести да ће убице покушати да се врате до "Хариџа". Џејн се враћа назад са кнегињом Попоренски, а возач води споредним путем и низ непознату и забачену путању. Возач зауставља кола и држи две жене под претњом пиштољем. Они су у празној кући у којој су закључани. Убрзо касније, две жене добијају чиније јухе које је Џејн појела, али кнегиња одбија. Џејн је изненада заспала.
Следећег дана Џејн се буди. Она је сама у кући и необјашњиво се вратила у своју црвену хаљину. У кући проналази новине у којима се наводи да су добротворни базар држали девојка у црвеној хаљини и још три мушкарца. Украли су бисере и побегли. Девојка у црвеној хаљини је пронађена у хотелу "Блиц" под именом госпођица Монтресор из Новог Јорка – Џејн схвата да јој је наместила багра крадљиваца драгуља. Она је чула некога у врту и затиче младића који долази пошто се освестио. Он и Џејн размењују приче и младић открива да је био на базару и био је збуњен када је видео да велика кнегиња улази у собу у ципелама са ниском потпетицом и излази у ципелама са високим потпетицама. Пратио ју је до празне куће и видео како стижу друга кола са три мушкарца и женом у црвеној хаљини. Тада је жена у кнегињиној хаљини изашла и изгледало је да су сви осим Џејн отишли. Када је младић отишао да истражује, неко га је онесвестио.
Двојац изненада постаје свестан да је други мушкарац у близини и да их слуша. Он се представља као детектив-инспектор Фарел. Начуо је приче које су њих двоје испричали и све му је постало јасно. Он схвата шта се заиста догодило на базару и да је Џејн невина. Младић открива да се, кад је видео Џејн на базару, заљубио у њу.

### Плодна недеља
Кућна помоћница Дороти Прат ужива у недељној вожњи у јефтиним старим колима са својим младићем Едвардом Палгровим. Заустављају се код тезге са воћем поред пута и купују корпу воћа од продавца који им са подсмехом на лицу каже да добијају више него што вреди. Кад су стали близу потока, сели су поред пута да једу воће и прочитали су у баченим недељним новинама о крађи огрлице од рубина вредне педесет хиљада фунти. Тренутак касније проналазе такву огрлицу на дну корпе! Едвард је запрепашћен и уплашен призором јер је увидео могућност хапшења и затвора, али Дороти је увидела могућност новог и бољег живота од продаје огрлице на црно. Едвард је запањен тим предлогом и захтева да их преда што она невољно и чини.
Следећег дана, Дороти је звала Едварда. Она је дошла себи након непроспаване ноћи и схватила да морају да вратие огрлицу. На повратку из своје пословнице те ноћи, Едвард је прочитао најновије догађаје о пљачки драгуља у новинама, али то је још једна суседна прича која привлачи његову пажњу. Те ноћи рекао је Дороти и показао јој другу причу – реч је о успешном рекламном фазону у којем ће једна од педесет продатих корпи воћа садржати примерак огрлице. На њихово обострано олакшање, схватају да нису власници украдене огрлице.

### Пустоловина господина Иствуда
Ентони Иствуд пати од блокаде писца због налога уредника. Откуцао је наслов – „Мистерија другог краставца“ у нади да ће му то дати подстрек, али безуспешно. Изненада прима тајанствени телефонски позив од девојке која се представља као Кармен. Она га моли за помоћ да не буде убијена, даје му адресу на коју треба да оде и говори му да је шифра "Краставац".
Како га је занимала ова случајност, он одлази на дату адресу, а то је продавница половног стакла. Очајнички покушавајући да избегне куповину било чега скупог, он коначно говори реч "Краставац". Старица која води радњу му каже да иде горе. Тамо упознаје прелепу младу жену страног порекла. Она хвали свеце што је Антоније дошао да је спасе, али је забринута што су га пратили у радњу и говори му да не потцењује "Бориса" који је ђаво.
Изненада долази полиција и хапси Ентонија због убиства Ане Розенборг. Називају га именом „Конрад Флекмен“, али Ентони није превише био забринут због оваквог развоја догађаја јер зна да може да докаже свој идентитет. Он моли за тренутак насамо са девојком и говори јој истину. Замолио ју је да га касније позове на телефон.
Кад је изашао из радње, Ентони поново покушава да убеди полицију у своју невиност. Старијег од њих двојице – детектива-инспектора Верала – изгледа занима Ентонијева прича док је његов подређени – детектив-наредник Картер – скептичнији. Ентони убеђује двојицу мушкараца да га врате у његов стан где портир потврђује његов идентитет. Затим се њих тројица пењу у његов стан. Остављајући Картера да изврши претрес његовог стана како би коначно утврдио истину о његовом идентитету, Ентони сипа виски себи и Вералу.
Ентони је чуо причу о Конраду Флекмену. Протеже се више од десет година и укључује продају шпанског шала из осиромашене породице извесног дон Фернанда Ани Розенборг. Пошто је купила шал, чинило се да има велике своте новца при руци. Фернандо је убрзо након тога избоден ножем, а током протеклих година учињено је осам покушаја да се провали у кућу Ане Розенборг. Пре недељу дана, Фернандова ћерка Кармен Ферарез стигла је у Британију и запретила Розенборговој преко „шала од хиљаду цвећа”. Она је сада нестала након убиства. Конрад Флекмен је човек чије се име појављује на белешци пронађеној у Ферарезиним собама. Сада је Розенборг пронађен мртав у Флекменовом стану.
Верала је неко звао на улазним вратима, а Ентони размишља о причи која му је испричана. После неког времена схвата да је све утихнуло. Излази из свог стана, а портир му говори да је помогао двојици мушкараца око паковања робе. Збуњен, Ентони истражује и открива да је одузета његова вредна збирка емајлиране керамике. Он зове полицију која му говори да кривци изгледа да су Патерсонова багра. Био је предмет разрађене преваре људи који улазе у куће приликом чега један замајава дивљим причама, а други краде. Ентони се иживцирао док није схватио да је његова списатељска блокада излечена. За своју причу има нови наслов – „Мистерија шпанског шала“.

### Златна лопта
Џорџа Дандаса је ујак отпустио са посла због превише слободног времена. Оптужен је да није зграбио "златну лопту прилика". Шетајући Лондонон, њега зауставља девојка из друштва Мери Монтресор у својим скупим колима. Док су се возили поред угла Хајд парка, она испитује Џорџа да ли би он желео да се ожени њом или не. Помало ометен Мерином непромишљеном вожњом, одговорио је да када види новинске рачуне. Они јављају да ће се Мери удати за војводу од Еџхила. Чини се да Мери не занима посвећеност и предлаже да се одвезу на село и нађу место за живот.
Идући са њом, Џорџ се слаже. Крећући се на југозапад, примећују кућу на врху брда која се Мери свиђа и одлазе да истраже. Мери каже да ће свима који су тамо предложити да су мислили да припада „госпођи Пардонстенгер“ како би прикрили њихове истраге. Провирујући кроз прозоре, прилази им батлер. Чини се да није изненађен псеудонимом који Мери користи и позива их у кућу.
Када су ушли, брзо им прилазе мушкарац и жена. Човек вади револвер и каже Џорџу и Мери да се попну горе под претњом пиштоља. На врху степеница, Џорџ изненада узвраћа и онесвешћује човека. Џорџ је све за везивање човека, али Мери га моли да напусти кућу, што они и чине. Џорџ односи револвер са собом. Кад су ушли у кола, он проверава пиштољ и зачуђено открива да је пазан.
Мери признаје да је кућа њена и да је стање у ком су се нашли она исценирала. Ово је био испит за сваког будућег мужа да види како ће он нагонски реаговати да је заштити од опасности. Сви кандидати до сада су пали на испиту. За ту сврху она је унајмила пар у кући, а човек је био филмски глумац Раб Валас. Пошто је Џорџ запрошен и прошао испит, предлаже да добије посебну дозволу за венчање. Мери жели да он клекне на колено што Џорџ одбија да уради. Он јој говори да је то понижавајуће.
Када су стигли у Лондон, он се случајно оклизнуо на кору од банане док је излазио из кола и тако клекнуо на једно колено. Џорџ ужива да се врати свом ујаку и да му каже да ће се оженити младом богатом девојком – ухватио је златну лопту!

### Раџин смарагд
Младић Џејмс Бонд је на одмору у монденом приморском летовалишту са својом младом дамом Грејс. Они се придржавају старости тако што бораве у одвојеном смештају. Он је одсео у јефтином пансиону док се она сместила у хотел "Еспланејд" високог сталежа на прочељу. Она је открила да у хотелу одседају и њени пријатељи – Клод Сопворт и његове три сестре. У скоро свакој прилици, Грејс се према Џејмсу понашала на прилично каваљерски начин. Клод на крају предлаже да се сви купају у мору.
"Еспланејд" има своје колибе за пресвлачење на плажи, али Џејмс, пошто није њихов гост не сме да их користи. Због тога мора да напусти своје "пријатеље" и користи јавне колибе од којих све имају дуге редове. Он ризикује и користи откључану нечију колибу која припада једној од великих личних вила у одмаралишту. Одећу оставља у колиби. Након купања у мору, Џејмс се поново пресвлачи у своју одећу коју је оставио у колиби. Он се не придружује Грејс и осталима на ручку јер се увредио на Грејсине подсмехе на јефтине панталоне које носи.
Док је јео у мрачном кафићу, Џејмс је запањен пронашао велики смарагд у свом џепу. Читајући приче у недељним новинама одмаралишта, он не сумња да припада раџи од Марапутне који борави у личној вили лорда Едварда Кампиона. Колиба на плажи припада лорду Кампиону. Џејмс схвата да је обукао погрешне панталоне када се пресвукао. Излазећи из кафића угледао је новинске чланке на којима пише да је раџин смарагд украден. Питајући се зашто је непроцењиви смарагд уопште остављен у колиби на плажи, он се враћа у колибу да се пресвуче у своје панталоне.
Џејмса изненада зауставља човек који му показује своју значку и представља се као детектив-инспектор Мерилис из Скотланд јарда. Он наводи да је на трагу смарагду. Џејмс је ухапшен и тврди да је смарагд у његовом конаку. Полицајац га враћа тамо, али успут пролазе поред полицијске испоставе. Џејмс изненада граби човека и сам позва полицију, тврдећи да га је Мерилис покрао. Полиција претражује Мерилиса и проналази смарагд који је Џејмс тамо сакрио. И Џејмса оптужује Мерилис, али стиже лорд Кампион и препознаје Мерилиса као Џонса, свог осумњиченог собара.
Џејмс повезује целу причу са лордом Кампионом, али намерно изоставља једну појединост. Џејмс је препознао да је значка коју му је "Мерилис" показао значка бициклистичког клуба. Игром случаја, Џејмс је члан истог клуба. Пошто раџа жели да се лично захвали Џејмсу, лорд Кампион га позива у своју вилу на ручак. Џејмс је са задовољством прихватио позив. Такође ужива у прилици да одбије половичан позив Грејс и брата и сестара Сопвит. Он указује Грејс да је стил облачења лорда Кампиона сличан његовом.

### Лабудова песма
Мадаме Пола Назорков, познати, али темпераментни оперски сопран, борави у Лондону због кратког низа наступа. Њен руководилац господин Кауан организовао је пет наступа на Манастирском врту, једно појављивање у Албертовој дворани и представу "Мадам Батерфлај" у приватном позоришту у замку лорда и леди Растонбери где ће бити присутни чланови краљевске породице. Мадаме Назорков изгледа да је то име познато и она схвата да је о њему прочитала у илустрованом часопису који је још увек код ње у њеној соби хотела "Риц". Кад је погледала то, она одмах постаје мање презирна према замисли, али наваљује да се изведба промени у "Тоску". Господин Кауан је чуо њено мрмљање: „Коначно, коначно – после свих ових година“.
Припреме за тај дан у дому лорда Растонберија текле су добро све док се сињор Роскари због певања Скарпија изненада чудно разболео. Леди Растонбери се сетила да је оближњи сусед Едуард Бреон, француски баритон у пензији и одлази да га замоли да ускочи у последњем тренутку. Он пристаје и враћа се. У холу замка, Бреон се присетио прошлих извођења "Тоске" које је чуо. Он наводи да је најбољи био пре више од двадесет година у извођењу једне младе девојке Бјанке Капели. Мада је била будаласта јер је била заљубљена у човека који је повезан са Камором. Она је замолила Бреона да искористи свој утицај да му спасе живот када је њена љубав осуђен на смрт. Бреон каже да није учинио ништа за човека јер није био вредан тога. Након погубљења, Капелијева се замонашила. Растонберијева ћерка Бланш је посматрала господина Кауена док је Назоркова тврдила да као Рускиња није тако превртљива.
Представа је ишла добро и позвана публика је била захвална. Други чин достиже свој врхунац када лик Тоске убада Скарпија. Након што је завеса пала, радник на сцени је изјурио напоље и позвао лекара. Назорковљева је очигледно била толико уживљена у свој наступ да је заиста убола Бреона. Бланш ипак зна нешто друго и прича како је схватила да је Назоркова у ствари Капелијева која је годинама чекала да се освети човеку који је пустио да њен љубавник умре – прича о Тоски је оживела. Док је полиција одводила Назоркову, она је исцитирала још једну реченицу из опере – „La commedia è finita“ („Представа је готова“).

## Књижевни значај и рецепција
Times Literary Supplement од 5. јула 1934, поред осталог наводи: „После тешког оброка пуне детективске приче, ови пријатељитопе се слатко – можда нијансу преслатко – на језику: али су, без изузетка, дело искусног и вештог кувара, чији је интерес да угоди. И као што човек прихвата и прогута, не сумњајући у зелену ружу, знајући да је то шећер, тако се могу прихватити и невероватности и фантазија којом су приче госпође Кристи обилно посуте. Делић мистерије у свакој причи довољно је да заинтригира читаоца, а да га не збуни. Овде нема Херкулове таштине: заиста, Поаро би сматрао мало вредним свог великог дара истраживање у овим ситуацијама, у којима се од почетка зна да ће све на крају дивно уклопити.“
The Scotsman од 14. јуна 1934. сумирао је свој преглед рекавши: „Све су то добре приче са уверљивим идејама уредно обрађеним. Велика књига за непарних пола сата.“
Роберт Барнард: „Већина прича у овој збирци су 'веселе', а не детективске. Последња прича је ужасно очигледна заснована на Тоски. Две приче са детективским занимањем су често прештампана Кућа "Филомел" (добра, али прилично романескна у стил), и паметна Несрећа.“

## Помињање других дела
- У причи "Пустоловина господина Иствуде", Ентони Иствуд је погрешно цитирао роман Рубаије Омара Хајама када је рекао „Сутра ћу можда бити свој са јучерашњих десет хиљада година“. Цитат би требало да буде за седам хиљада година.
- У причи "Раџин смарагд", Џејмс Бонд је цитирао „Захваљујући небесном посту, за љубав доброг човека“ из III чина 5. сцене књиге Како вам се свиђа. Име Џејмса Бонда је чиста случајност према чувеном књижевном тајном агенту. Прича "Раџин смарагд" која се први пут појавила у штампи двадесет седам година пре прве књиге о Бонду Казино Ројал. Лорд Едвард Кампион је лик у романима Форда Медокса Форда „Крај параде“ .
- У причи "Лабудова песма" последње речи Поле Назорков "комедија је готова!" преузете су из опере Пајаци. Ова опера се такође помиње у причи "Хеленино лице", краткој причи у збирци Тајанствени господин Квин из 1930. године .

## Прилагођавања
Кућа Филомел је пре Другог светског рата била најуспешнија приповетка Агате Кристи по броју адаптација.

### Позориште
Адаптиран је као веома успешна позоришна представа на Вест Енду 1936. од стране Френка Воспера под називом Љубав од странца.
Сценска адаптација је снимана два пута, једном 1937. и једном 1947. године.
Сценска адаптација је даље адаптирана у две ТВ драме - једну 1938. и другу 1947. Такође је касније адаптиран у верзију ТВ филма, са Емрисом Џонсом у главној улози, који је емитован на Би-Би-Си ТВ 26. децембра 1958.

### Телевизија
Прва позната западнонемачка адаптација названа је Ein Fremder kam ins Haus и емитована 26. јуна 1957.
Даља адаптација је емитована на западнонемачкој телевизији 5. децембра 1967. под насловом Ein Fremder klopft са Гертруд Кикелман и Хајнц Бенент у главним улогама.
Прича Златна лопта је адаптирана као прва половина епизоде "Златна лопта/Само три речи", емитоване 17. јануара 1950. у оквиру антологијске серије NBC Fireside Theatre.
Три приче прича из збирке (Девојка у возу, Девојка у потрази за послом и Зрело доба Едварда Робинсона) екранизовала је Телевизија Темза 1982. године као део свог десетоделног програма Час Агате Кристи, серије једнократних драма по приповеткама списатељице. Ове приче екранизоване су као трећа, девета и десета епизода.

### Радио
Дело је три пута адаптирано за амерички получасовни радио програм Suspence (CBS) под оригиналним именом Кућа Филомел, први пут емитован 29. јула 1942, са Алис Фрост и Ериком Дреслером у главним улогама. Ова епизода је очигледно изгубљена. Друга адаптација емитована је 7. октобра 1943, са Џералдином Фицџералд као Аликс Мартин и Орсоном Велсом као Џералдом Мартином. Трећи је емитован 26. децембра 1946, са Лили Палмер као Аликс Мартин и Рејмондом Е. Луисом као Џералдом Мартином.
Прича Кућа Филомел је такође прилагођена као получасовна представа Би-Би-Си Радија 4 емитована у понедељак, 14. јануара 2002. у 11.30 часова.
Прича Лабудова песма је прилагођена као тридесетоминутна представа која приказује лезбејску везу за Би-Би-Си Радио 4 и емитована је у 11.30 у понедељак, 28. јануара 2002.

## Историја публикације
- 1934, William Collins and Sons, јун 1934, тврд повез, 256 стр.
- 1961, Fontana Books, мек повез, 192 стр.
- 1970, Pan Books, мек повез, 188 стр,  0-330-02504-X
- 1990, Ulverscroft Large-print Edition, тврд повез,  0-7089-2291-0
- 2010, HarperCollins; Facsimile edition, тврд повез: 256 стр,  978-0-00-735466-5

### Појављивања прича у америчким збиркама
Приче садржане у збирци Мистерија Листердејл појавиле су се у следећим америчким збиркама:
- Сведок оптужбе и друге приче (1948) – Несрећа, Пустоловина господина Иствуда (под ревидираним насловом Мистерија шпанског шала), Кућа "Филомел" и Певај песму.
- Златна лопта и друге приче (1971) – Мистерија Листердејла, Девојка у возу, Зрело доба Едварда Робинсона, Девојка у потрази за послом, Плодна недеља, Златна лопта, Раџин смарагд и Лабудова песма.